# Adelino Tavares da Silva
Adelino Tavares da Silva foi um jornalista e escritor português.
Alguns dos livros escritos por Adelino foram ilustrados por Ludgero Viegas Pinto (LUD).

## Jornais e revistas em que colaborou
- Notícias da Amadora[6]
- O Século[7]
- Diário Ilustrado
- O Diário
- Diário de Lisboa
- A Capital
- Jornal do Congo[8]